# Marpiré
Marpiré (en bretó Marbererg, en gal·ló Marpirae) és un municipi francès, situat a la regió de Bretanya, al departament d'Ille i Vilaine. L'any 2006 tenia 992 habitants. L'1 d'octubre de 2010, Marpiré va passar del districte de Rennes al de Fougères-Vitré.

## Demografia
| 1962                                       | 1968 | 1975 | 1982 | 1990 | 1999 |
| ------------------------------------------ | ---- | ---- | ---- | ---- | ---- |
| 374                                        | 397  | 368  | 417  | 657  | 769  |
| Des de 1962: població sense dobles comptes |      |      |      |      |      |

## Administració
| Període | Identitat      | Partit        |
| ------- | -------------- | ------------- |
| 1977-   | Auguste Fauvel | Divers droite |